# Лоуренс, Томас Эдвард
То́мас Э́двард Ло́уренс (англ. Thomas Edward Lawrence; 16 августа 1888, Тремадог — 19 мая 1935, Лагерь Бовингтон, Дорсет) — британский археолог, путешественник, военный, шпион, писатель и дипломат.
Был незаконнорождённым сыном англо-ирландского дворянина Томаса Чэпмена. По окончании учёбы в Оксфордском университете проводил раскопки в Каркемише, прерванные началом Первой мировой войны. В военные годы служил в составе британской армии на Ближнем Востоке, внёс значительный вклад в победу арабского восстания, направленного против Османской империи. В качестве военного советника штаба принца Фейсала принимал участие в ключевых столкновениях во время восстания: захвате Акабы и битве при Мегиддо, что существенно повлияло на их ход. Успех и известность, которыми он пользовался среди местных жителей, принесли ему прозвище Лоуренса Аравийского.
Сразу после боевых действий занялся ближневосточной политикой. В противовес колониальным амбициям европейских держав в арабском мире, он способствовал созданию полунезависимых государств, Ирака и Трансиордании (Иордания с 1949 года). Последующая служба в Королевских ВВС в звании рядового не помешала ему поддерживать тесные отношения со многими представителями тогдашней британской интеллектуальной и политической элиты. Он также записал свои мемуары, часть которых (под названием «Семь столпов мудрости») опубликовал. Был переводчиком иностранной литературы на английский язык. Погиб в возрасте 46 лет в аварии на мотоцикле. Его жизнь стала основой для многих романов, пьес и фильмов, самым известным из которых является «Лоуренс Аравийский» режиссёра Дэвида Лина.

## Биография

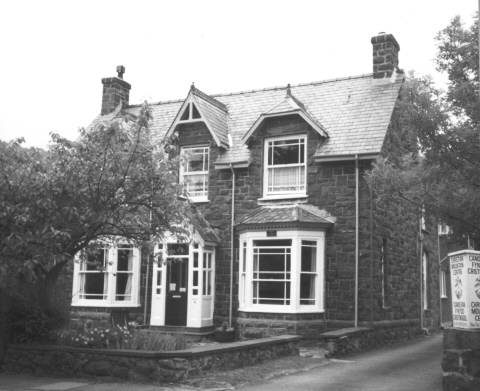
Место рождения Лоуренса в Тремадоге. Ныне известно как Snowdon Lodge

### Молодость
Родился 16 августа 1888 года в валлийской деревне Тремадог, как второй из пяти внебрачных детей сэра Томаса Чэпмена, 7-го баронета из Уэстмита в Ирландии, и Сары Джуннер, шотландской гувернантки.
Родители мальчика уехали из Ирландии в середине 1888 года после того, как в начале года жена Томаса Чэпмена узнала о наличии у мужа в Дублине любовницы и незаконнорождённого сына (Роберта, старшего брата Томаса Эдварда). Сэр Томас решил остаться с новой семьёй, фактически отказавшись от титулов. Порт Портмадог в Северном Уэльсе был конечной точкой паромов из Ирландии, и в его окрестностях, в деревне Тремадог семья под фамилией Лоуренс сняла дом, где вскоре и родился Томас Эдвард (Нед).
По прошествии 13 месяцев семья переехала на юг Шотландии, потом в Бретань во Франции, позже на остров Джерси, затем вернулась в Англию, в Нью-Форест. Лишь в 1896 году семья фактически осела в Оксфорде, где оба родителя были известны как супруги Лоуренс. Однако они не были женаты, потому что Томас не получил развода от своей жены. В викторианской Англии их пятеро сыновей могли считаться незаконнорождёнными и встречаться с остракизмом со стороны высших классов. Таким образом, неформальный характер отношений родителей был скрыт от окружающей среды и даже от потомства (хотя позднее Т. Э. Лоуренс утверждал, что догадался о правде в детстве).
Тем не менее, дом семьи Лоуренс был счастливым местом. Доход от собственности в Ирландии позволил дать образование детям и с комфортом жить лучше среднего класса. Сэр Томас был любителем средневековой сакральной архитектуры, заядлым фотографом и велосипедистом, о чём свидетельствует его увлечение дорогими техническими новинками. Своими страстями он поделился со своими сыновьями. Сара была набожной христианкой, чрезвычайно энергичной и строгой личностью. Свои жёсткие моральные и религиозные убеждения она пыталась привить детям, встречая сопротивление особенно со стороны молодого Томаса Эдварда, которого дома звали Нед. По этой причине их отношения оставались напряжёнными на протяжении всей жизни, хотя и не без любви.
Нед был очень талантливым ребёнком — уже в четырёхлетнем возрасте он читал газеты, а в школе у него были высокие оценки. С 1896 по 1907 год Лоуренс учился в Оксфордской школе для мальчиков, окончив её с отличием. Переняв привычки отца, он совершал длительные велосипедные поездки, среди прочего во Франции, где он посещал и фотографировал средневековые замки. Он собрал антиквариат для Музея Эшмола и расширил свои знания истории и боевых искусств. С 1907 по 1910 год он изучал историю в колледже Иисуса в Оксфордском университете. В конце учёбы он один пересёк Палестину, собирая материал для своей работы о замках крестоносцев. Работа получила признание лекторов Оксфорда, а Лоуренс получил диплом с отличием.
После окончания учёбы благодаря покровительству археолога и хранителя Музея Эшмола Д. Г. Хогарта Лоуренс принимал участие в археологических раскопках на севере Сирии, в Каркемише, который в то время был частью Османской Турции. Раскопки вызывали интерес, так как они проводились на месте расположения хеттского города. Это была одна из первых подобных находок. Лоуренс участвовал в идентификации найденной керамики и контролировал местных рабочих, получив первый опыт управления арабами. Во время раскопок он подружился с мальчиком на семь лет младше его по прозвищу Дахум. Благодаря Лоуренсу молодой сириец начал посещать уроки на своём родном арабском языке и научился писать. Позже их отношения стали предметом интереса биографов, многие из которых искали в них гомосексуальный контекст. В 1911 году путешественница Гертруда Белл посетила раскопки, что положило начало  длительному сотрудничеству её и Лоуренса. В январе 1914 года по просьбе британской разведки Лоуренс и Леонард Вулли (его начальник по раскопкам) приняли участие в Синайской экспедиции. Их присутствие в качестве археологов было прикрытием для реальной цели экспедиции: подготовки точных карт полуострова на случай конфликта с Османской империей. Когда Лоуренс вернулся в Англию, в Европе началась война. Археологические раскопки в Каркемише были прекращены.

### Античность и археология
В 1907 году поступил в оксфордский Колледж Иисуса. Изучал историю и археологию. Лоуренс обследовал средневековые замки во Франции и Сирии и написал свою первую книгу «Замки крестоносцев» (Crusaders Castles, 2 т., опубл. в 1936 году). С 1911 по 1914 год Лоуренс участвовал в производившихся под руководством Д. Хогарта, К. Томпсона и К. Вулли раскопках Кархемиша (Джераблуса), хеттского города в верховьях Евфрата, а в 1912 году — в раскопках в Египте, которыми руководил Флиндерс Питри. В 1911 году ненадолго вернулся в Англию, затем снова поехал на Ближний Восток. Много путешествовал по Аравии, изучил арабский язык.

### Военная служба
В январе 1914 года был зачислен в британскую армию в чине лейтенанта, в нестроевые части, в связи со слабым телосложением и маленьким ростом (165 см). Как знатока арабского языка Лоуренса отправили в Египет в Бюро по арабским делам в Каире. В марте 1916 года он был командирован в Месопотамию для переговоров с турецкими генералами, чтобы добиться почётной капитуляции британского гарнизона, осаждённого в Куте.
В мае того же 1916 года Лоуренс, направленный генералом Арчибальдом Мюрреем, командующим Египетскими Экспедиционными войсками, присоединился в качестве военного советника к принцу Фейсалу из Мекки (будущему королю Ирака Фейсалу I), вставшему во главе Арабской освободительной армии. Он подсказал принцу, как, перерезав в ряде мест Хиджазскую железную дорогу, снабжавшую турецкий гарнизон в Медине, лишить подвижности превосходящие турецкие силы. К экспедиции Лоуренса присоединился также Ауда ибу Тайи, возглавлявший одно из северных бедуинских племен.
6 июля 1917 года формированию Лоуренса, Ауды и Фейсала при поддержке британского флота удалось взять Акабу, что существенно помогло британским частям, предпринявшим в это же время наступление в Палестине. Занятие Акабы позволило наладить снабжение арабов со складов Антанты, в арабских войсках появились технические специалисты, в интересах арабов действовала английская авиация; в свою очередь арабы тактикой мелких нападений заставляли держаться рассредоточенными на большой площади большое количество турецких сил, доставляли войскам генерала Эдмунда Алленби разведывательную информацию.
В 1917 году в ходе Арабского восстания в Деръа́ Лоуренс был кратковременно пленён турецкими войсками, что нашло отражение в главе 80 его книги «Семь столпов мудрости».
В ходе этой кампании Лоуренс получил 32 ранения. После того как генерал Алленби начал сражение при Газе, Лоуренс развил и упрочил успех союзников, разрушив железнодорожный узел в Маане и направив племена бедуинов против разбитых турок. Лоуренс вступил в Дамаск во главе британских войск.

### Дипломат

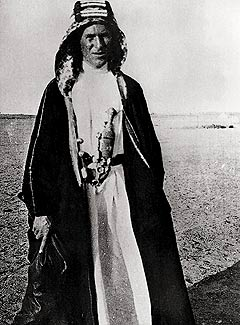
Эдвард Лоуренс в 1917 году.

По завершении войны Лоуренс отказался от предложенного ему рыцарства (через Орден Британской империи в степени Рыцарь-командор) и других высоких почестей, но принял звание члена совета Колледжа Всех Душ. В 1919 году он принял участие в Версальской мирной конференции, где безуспешно выступал в поддержку требования арабов о предоставлении им независимости, но одновременно сочувствовал стремлению евреев создать национальное государство. Переговоры завершились неудачей из-за отказа арабов признать британский мандат над Ираком и Палестиной и французский мандат над Сирией. В результате последовавших на Ближнем Востоке беспорядков министр по делам колоний Уинстон Черчилль предоставил в 1922 году Лоуренсу фактически полную свободу действий при подготовке мирного соглашения по Ближнему Востоку. Тем временем Лоуренс был увлечён написанием книги «Семь столпов мудрости» (Seven Pillars of Wisdom), рассказа очевидца об арабском восстании.

### Послевоенные годы
Доведя то и другое до завершения, Лоуренс, по собственному желанию, был зачислен рядовым под фамилией Росс в ВВС Великобритании. Через несколько месяцев его отправили в отставку после того, как один из офицеров выдал газетчикам его истинное имя. В марте 1923 года, взяв фамилию Шоу, Лоуренс поступил в Королевские танковые части, а в свободное время испытывал новые модели мотоциклов. В 1925 году ему вновь разрешили поступить в военно-воздушные силы. Следуя совету своего друга Бернарда Шоу, он продолжал работу над «Семью столпами мудрости» и в 1926 году выпустил книгу в виде прекрасно оформленного издания, отпечатанного в количестве 128 экземпляров, распространявшихся по подписке. Чтобы окупить расходы на публикацию, в 1927 году выпустил сокращённый вариант под названием «Восстание в пустыне» (Revolt in the Desert). Эта книга имела огромный успех во многих странах мира.
В 1927 году Лоуренса перевели в Карачи (теперь в Пакистане), где с 1927 по 1928 год он работал комендантом военных казарм и завершил книгу «Чеканка» (The Mint), эмоциональное повествование о своем обучении в качестве новобранца в школе королевских ВВС в Аксбридже (в Англии книга была издана лишь в 1955 году). В 1930—1935 годах Лоуренс участвовал в работе по модернизации скоростных военных судов в Саутгемптоне. В 1932 году был опубликован его перевод «Одиссеи» Гомера. Срок его службы в ВВС истёк в феврале 1935 года, и он вышел в отставку.

### Гибель

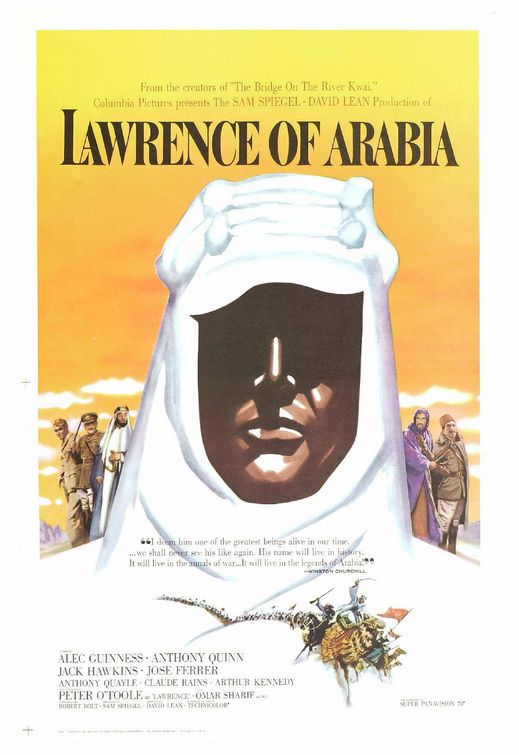
Лоуренс на мотоцикле.

13 мая 1935 года Лоуренс отправился на прогулку вблизи своего дома в Мортоне (графство Дорсет) на мотоцикле Brough Superior SS100. Пытаясь объехать велосипедистов, он не справился с управлением и упал на дорогу. Несмотря на усилия врачей, Лоуренс скончался 19 мая от последствий сложной черепно-мозговой травмы. Лоуренс был похоронен в Лондоне в соборе Святого Павла, там же, где похоронен адмирал Нельсон и  ряд других национальных героев. Уинстон Черчилль, друживший с Лоуренсом, написал:

В лице Лоуренса мы потеряли одного из величайших людей нашего времени. Я надеялся убедить его вернуться к активной службе и занять командную должность в смертельной борьбе, которая вскоре предстоит нашей стране.
Оригинальный текст (англ.)In Lawrence we have lost one of the greatest beings of our time," said his friend Winston Churchill. "I had hoped to see him quit his retirement and take a commanding part in facing the dangers which now threaten the country.
Трагедия произвела большое впечатление на одного из врачей, пытавшихся спасти жизнь Лоуренса — Хью Кэрнса (англ. Hugh Cairns). Результаты научной работы Кэрнса, опубликованные в «Британском медицинском журнале» в период с 1941 по 1946 год, сыграли важную роль в разработке и внедрении мотоциклетных шлемов .

## Признание заслуг
В честь Т. Э. Лоуренса была названа награда — Памятная медаль Лоуренса Аравийского — которая вручается с 1935 года Британским Королевским обществом по делам Азии (англ. Royal Society for Asian Affairs) «в знак признания выдающихся заслуг в области разведки, исследований и литературы».

## Культурный след
- В романе «Золотой телёнок» (1931 год) главный герой Остап Бендер, едущий через пустыню на верблюде, называет себя полковником Лоуренсом: «Если через два дня мы не получим приличной пищи, я взбунтую какие-либо племена. Честное слово! Назначу себя уполномоченным пророка и объявлю священную войну, джихад».
- В повести братьев Стругацких "Гадкие лебеди" Лоуренс Аравийский и его сочинения вскользь упоминаются главным героем. Сам Томас Эдвард назван "полковником Лоуренсом".
- «Лоуренс Аравийский» (фильм, 1962) — эпический 3,5-часовой кинофильм Дэвида Лина о событиях Арабского восстания 1916—1918 годов, удостоенный семи премий «Оскар», в том числе за лучший фильм.
  - В фильме «Прометей» андроид Дэвид, в одиночестве бодрствуя на космическом корабле во время долгого перелёта, часто пересматривает вышеупомянутый фильм и старается во всём подражать главному герою.
- «Опасный человек: Лоуренс после Аравии» (телевизионный фильм, 1990).
- «Лоуренс Аль-Араб» (арабский сериал режиссёра Тайера Мусы, 2008 год).
- В телесериале «Приключения молодого Индианы Джонса» в серии 15 «Война в пустыне» главный герой встречает Лоуренса, который на тот момент является майором британской армии. Также Лоуренс встречается ещё в двух сериях (в том числе и в самой первой).
- В фильме «Королева пустыни» (2015) есть сюжетная линия с Лоуренсом Аравийским и Гертрудой Белл.
- Упоминается в фильме «Цельнометаллическая оболочка» в разговоре сержанта Хартмана с Леонардом Лоуренсом.
- Фильм «Лоуренс: после Аравии/Lawrence: After Arabia» (2021), производства Великобритании рассказывает о последних годах Т.Э. Лоуренса (Лоуренса Аравийского).
- Один из изображённых на передней стороне обложки альбома The Beatles Sgt. Pepper's Lonely Hearts Club Band.
- В 2011 году в Кёльне прошла большая выставка, посвященная жизни Лоуренса Аравийского и его мифу в мировой культуре.
- Упоминается в видеоигре «Uncharted 3: Drake's Deception».
- Появился в сюжетной кампании Battlefield 1 (2016), в главе «Ничто не предначертано» («Nothing is Written»).
- Можно увидеть книгу Lawrence of Arabia среди книг главного героя фильма «Патерсон» Джима Джармуша.
- Лоуренсу посвящена песня «Seven Pillars of Wisdom» с альбома «The Great War» группы Sabaton.
- История Лоуренса отражена в песне «The Ghost» с альбома «The Brotherhood» группы Running Wild.

## Список сочинений
- Seven Pillars of Wisdom — «Семь столпов мудрости»[12][13].
- Revolt in the Desert — «Восстание в пустыне» (сокращенный вариант предыдущей книги). Перевод на русский — Я. Черняк (1929)[14]
- The Mint — опубликовано посмертно, воспоминания о пребывании в военно-воздушных силах[12].
- Crusader Castles
- The Odyssey of Homer — прозаическое переложение на английский язык «Одиссеи» Гомера. Перевод на русский — Исраэль Шамир (2000).

## Сексуальность
Биографы Лоуренса довольно подробно обсуждали его сексуальность, и эта дискуссия попала в популярную прессу. Нет достоверных доказательств сексуальной близости по обоюдному согласию между Лоуренсом и каким-либо человеком. Его друзья высказывали мнение, что он был асексуалом, а сам Лоуренс в многочисленных частных письмах отрицал какой-либо личный опыт секса. Высказывались предположения, что Лоуренс был интимно близок с компаньоном Селимом Ахмедом «Дахумом», который работал с ним на довоенных археологических раскопках в Карчемише и сослуживцем Р.А.М. Гай, но его биографы и современники сочли их неубедительными.

Посвящением его книге «Семь столпов мудрости» является стихотворение под названием «К С.А.», которое открывается:
Я любил тебя и потому взял в руки людские волны
и волю свою написал во все небо средь звезд,
чтобы стать достойным тебя, Свобода,
гордый дом о семи столбах, чтоб глаза могли воссиять, когда мы придем к тебе.
Смерть, казалось, была мне служанкой в пути, пока еще не дошли;
ты нас ожидал с улыбкою на устах,
но тогда в черной зависти смерть обогнала меня,
забрав тебя прочь, в тишину.
Любовь, утомившись идти, нашла твое тело на миг,
безысходное это касанье во тьме нам было наградой,
пока нежная длань земли твои черты не узнала;
и вот ты стал поживой безглазым червям.
Люди просили возвысить наш труд, воздвигнуть памятник нашей любви,
но его я разрушил, едва начав; и теперь

из нор выползают мелкие твари, спеша укрыться в тени твоего оскверненного дара.
Лоуренс никогда не уточнял, кто такой «С.А.». Многие теории говорят в пользу отдельных мужчин и арабской нации в целом. Самая популярная теория состоит в том, что С.А. представляет его компаньона Селима Ахмеда, «Дахума», который умер от тифа в 1918 году. Лоуренс жил в период сильного официального преследования гомосексуальности, но его взгляд на эту тему были толерантным. Он писал Шарлотте Шоу: «Я видел много любовных отношений между мужчинами и женщинами: некоторые из них были очень чудесными и удачливыми». Он ссылается на «открытость и честность совершенной любви» в одном случае в «Семи столпах мудрости», когда обсуждает отношения между молодыми бойцами мужского пола на войне. Он написал в главе 1: 
«В ужасе от такой грязной торговли [больными проститутками] наши молодые люди начали равнодушно удовлетворять немногочисленные потребности друг друга в своих собственных чистых телах — холодное удобство, которое по сравнению с этим казалось бесполым и даже чистым. Позже некоторые начали оправдывать этот бесплодный процесс и клялись, что друзья, дрожащие вместе на податливом песке с интимными горячими конечностями в крепких объятиях, нашли там, скрытый в темноте, чувственный эквивалент ментальной страсти, которая объединяла наши души и духи в одном пламенном усилии [обеспечить независимость арабов]. Некоторые, жаждущие наказать аппетиты, которые они не могли полностью предотвратить, испытывали дикую гордость за унижение тела и яростно предлагали себя в любой привычке, которая сулила физическую боль или грязь.»
В приватных записях, которые Лоуренс готовил к мемуарам под названием «Confession of Faith» он писал: 
«Иногда мои глаза, кажется, внезапно переключаются на мой мозг, и я вижу что-то еще более ясное по контрасту с прежней косностью, в этих вещах почти всегда формы — камни, деревья или фигуры живых существ, а не маленькие вещи, такие как цветы… и в фигурах всегда мужчины. Я не получаю удовольствия от женщин. Я никогда не задумывался дважды или даже единожды о формах женщин; но мужские тела, в покое или в движении, особенно первое, привлекают меня непосредственно и всегда».
Есть веские доказательства того, что Лоуренс был мазохистом. В своем описании избиения Дераа он писал, что «восхитительное тепло, вероятно, сексуальное, разливалось по мне», и он также включил подробное описание кнута охранников в стиле, типичном для мазохистов. В последующие годы Лоуренс платил военному коллеге Джону Брюсу за нанесение ему побоев и дисциплины, такой как испытания его физической силы и выносливости. Джон Брюс продал свои показания прессе спустя сорок лет, включая некоторые другие заявления, которые не заслуживали доверия в силу своей конспирологии, но биографы Лоуренса считают избиения установленным фактом. Были найдены письма Лоуренса к Брюсу, а также записи дневника с перечислением мазохистических актов. Французский писатель Андре Мальро восхищался Лоуренсом, но писал, что у него был «вкус к самоуничижению, к дисциплине и к почтению; ужас перед респектабельностью; отвращение к имуществу». Биограф Лоуренс Джеймс писал, что доказательства свидетельствуют о «сильном гомосексуальном мазохизме», отметив, что Лоуренс никогда не искал наказания от женщин. Психиатр и биограф Джон Э. Мак видит возможную связь между мазохизмом Лоуренса и детскими побоями, которые он получал от своей матери за незначительные проступки. Его брат Арнольд считал, что побои наносились с целью сломить волю Лоуренса. Ангус Колдер предположил в 1997 году, что очевидный мазохизм Лоуренса и ненависть к себе могли быть в том числе вызваны чувством вины за потерю своих братьев Фрэнка и Уилла на Западном фронте вместе со многими другими школьными друзьями, в то время как сам Лоуренс пережил войну.
Также Лоуренс писал в The Mint:
В Оксфорде избранный проповедник на одной из вечерних служб, говоря о венерических заболеваниях, сказал: «И, заклинаю вас, мои юные друзья, не подвергайте опасности ваши бессмертные души ради удовольствия, которое, насколько мне достоверно известно, длится меньше двух минут без четверти». О прямом опыте я не могу судить, никогда не испытав искушения подвергнуть подобной опасности свою смертную душу; и шесть из десяти зачисленных разделяют мое неведение, несмотря на их возбуждающие речи. Стыдливость и желание остаться чистым принудили к целомудрию очень многих молодых летчиков, чья жизнь проходит и расточается в насильственном безбрачии, в грубых объятиях одеял (...)
Некоторые хвастаются порочностью, чтобы скрыть невинность. Звучит это по-щенячьи. Тогда как на самом деле то одно, то другое, игры, возня, работа и суровая жизнь доводят тело до такого истощения, что мало остается искушений, чтобы их побороть. Слухи обвиняют нас и в содомии: и любой, кто послушает, о чем говорят в казармах у летчиков, решит, что это притон разврата. Но мы слишком тесно живем и слишком грязны телесно, чтобы привлекать друг друга. В лагерях все, даже то, что не предназначено для публики, становится публично известным: и в четырех крупных лагерях, где я пребывал, были пять человек, которые позволяли себе скотские действия. Несомненно, их натура искушала других: но они боролись с ее проявлением, так же, как нормальный летчик борется с влечением к женщинам, из заботы о своей физической форме.
Тем не менее, до сих пор ведутся споры о его сексуальной ориентации.[страница не указана 3139 дней].